# Hasenmoor
Hasenmoor település Németországban, Schleswig-Holstein tartományban. Lakosainak száma 759 fő (2023. december 31.).

## Népesség
A település népességének változása:
| Lakosok száma | 601  | 712  | 702  | 743  | 764  | 759  |
|               | 1975 | 2017 | 2019 | 2021 | 2022 | 2023 |